# 横浜市立奈良中学校
横浜市立奈良中学校（よこはましりつ ならちゅうがっこう）は、神奈川県横浜市青葉区すみよし台にある公立中学校。最寄り駅は東急こどもの国駅。
文部科学省から教育研究開発学校（英語科）に指定されていて、小・中連携の英語教育に注力している。

## 沿革
- 1980年4月 - 横浜市立田奈中学校奈良方面校として設置することが決定。
- 1981年4月2日 - 開校。開校記念式典が行われる。
- 1983年11月 - 校歌制定、発表。

## 行事

### 現在の行事
- 体育祭
- 生徒総会
- 合唱コンクール（旧、ならの木祭　合唱の部）＠やまと芸術文化ホール
- 百人一首大会
- 球技大会

### 廃止された行事
- ならの木祭　文化の部（文化祭）（2019年度より廃止）

## 部活動

### 運動部
- 野球部
- サッカー部
- ソフトテニス部（男子・女子）
- 陸上競技部
- バスケットボール部（男子・女子）
- 女子バレーボール部
- バドミントン部
- 男子卓球部

### 文化部
- 吹奏楽部
- 美術部

部活動への不参加も可

## 主な進学高校
2005年度からの学区撤廃以前は『横浜北部学区』に属していた。

旧学区内の県立高校は：
- 神奈川県立市ヶ尾高等学校
- 神奈川県立荏田高等学校
- 神奈川県立川和高等学校
- 神奈川県立霧が丘高等学校
- 神奈川県立新栄高等学校
- 神奈川県立田奈高等学校
- 神奈川県立白山高等学校
- 神奈川県立元石川高等学校
- 神奈川県立麻生総合高等学校

## 主な出身者

### 芸術・文化・芸能
- 齋藤司（お笑い芸人：トレンディエンジェル）
- KENTO.i（アーティスト：IVVY）
- 白又敦（俳優：ジースタープロ）
- 青山英樹（ドラマー）
- 高木払い （お笑い芸人）

### スポーツ

#### 野球
- 大貫晋一 - プロ野球選手（投手）

#### サッカー
- 永木亮太 - プロサッカー選手※日本代表
- 高丘陽平 - プロサッカー選手
- 若田和樹 - サッカー指導者・YouTuber
- 鈴木雄太 - プロサッカー選手

#### バレーボール
- 服部梨花
- 丸山紗季